# Karl Fernández
Karl Williams Fernández Maldonado (n. Lima, 22 de abril de 1987) es un futbolista peruano. Juega de volante ofensivo y actualmente está sin equipo.

## Trayectoria
Realizó las divisiones menores en Universitario de Deportes.Equipo con el que debutó en Primera División el domingo 24 de septiembre de 2006 ante Unión Huaral en el estadio Monumental por la undécima fecha del Torneo Clausura.   El técnico Jorge Amado Nunes lo mandó a la cancha por Paolo Maldonado. Luego, a mediados de 2008, pasó a formar parte del Club Juan Aurich.
En enero de 2009, fichó por el Sport Huancayo para jugar la Primera etapa del Descentralizado. No obstante, a los pocos meses el equipo huancaino lo cedió a préstamo a La Peña Sporting Club, equipo de la Segunda División, descendiendo de la Segunda División del Perú.
En diciembre de 2012 llega fichar por la Universidad San Martín y jugar la primera etapa del Descentralizado. A inicios del 2014, llegó al Alfonso Ugarte de Puno, equipo de la Segunda División., En el 2015 se desempeñó en el Club UTC:
Fue sumbcampeón de la Segunda División de Perú 2018, luego tuvo la oportunidad de jugar una liguilla final donde ascendió a la Primera División. Jugó 12 partidos y anotó 3 goles. En el 2019 jugará la Liga 1.

## Clubes
| Club                          | País | Año         |
| ----------------------------- | ---- | ----------- |
| Universitario de Deportes     | Perú | 2006-2008   |
| Juan Aurich                   | Perú | 2008        |
| Sport Huancayo                | Perú | 2009        |
| La Peña Sporting              | Perú | 2009        |
| Universidad San Martín        | Perú | 2013        |
| Alfonso Ugarte (Puno)         | Perú | 2014        |
| Willy Serrato                 | Perú | 2015        |
| UTC                           | Perú | 2015        |
| Atlético Torino               | Perú | 2016        |
| Carlos A. Mannucci            | Perú | 2018        |
| Club Deportivo Alfonso Ugarte | Perú | 2019 - 2020 |